# Gerard Warren
Pour les articles homonymes, voir Warren.
(en) Statistiques sur pro-football-reference
Gerard Thurston Warren (né le 25 juillet 1978 à Lake City en Floride) est un joueur américain de football américain qui évoluait au poste de defensive tackle dans la National Football League (NFL) pendant onze saisons.
Il a joué au football universitaire pour les Gators de l'Université de Floride. Il est sélectionné par les Browns de Cleveland au troisième rang durant la draft 2001 de la NFL. Il a également joué pour les Broncos de Denver, les Raiders d'Oakland et les Patriots de la Nouvelle-Angleterre.

## Biographie

### Jeunesse
Warren est né à Lake City en Floride. Il fréquente l’Union County High School à Lake Butler, où il joue pour les Tigers, l'équipe de football de son école. Il termine ses études secondaires avec 36 sacks, et il est classé parmi les dix meilleurs defensive lineman à l'échelle nationale. Au cours de ses quatre années à l'école secondaire, les Union County High School Tigers ont un bilan de 49 victoires et 4 défaites, et remportent trois fois de suite le championnat d'état de la Floride Classe 3A en 1994, 1995 et 1996. Warren est nommé au Prep Stars et USA Today high school All-America team[Quoi ?]. En 2007, dix ans après avoir été diplômé de l'école secondaire, la Florida High School Athletic Association (FHSAA) reconnaît Warren comme l'un des « 100 plus grands joueurs des cent premières années » du football secondaire en Floride.

### Carrière universitaire
Warren fréquente l'Université de Floride, situé à Gainesville, où il joue pour les Gators sous les ordres de l'entraîneur Steve Spurrier de 1998 à 2000. En tant que capitaine durant son année junior, en 2000, Warren réalise 76 plaquages et 4,5 sacks en tant que defensive tackle, et fait partie des deuxièmes équipes All-Southeastern Conference (SEC) et All-America. Il termine sa carrière universitaire de trois saisons avec 159 plaquages, 9,5 sacks et 30 plaquages causant perte de terrain en 35 matchs, dont 22 comme titulaire.

### Carrière professionnelle

#### Browns de Cleveland
Warren est sélectionné par les Browns de Cleveland à la troisième position de la draft 2001 de la NFL. Pour sa saison comme débutant, en 2001, il participe à 15 matchs, tous comme titulaire, et réalise 83 plaquages et 5 sacks. En 2002, Warren est titularisé pour les 16 matchs de la saison, enregistrant 56 plaquages, deux sacks et deux fumbles forcés. Il joue 15 matchs comme titulaire en 2003, réalisant 70 plaquages et un sommet en carrière de 5,5 sacks. Lors de sa dernière saison à Cleveland, en 2004, Warren joue 13 matchs, manquant trois matchs à cause d'une blessure, et réalise 38 plaquages et quatre sacks.

#### Broncos de Denver
En mars 2005, Warren est échangé aux Broncos de Denver contre un choix de quatrième tour pour la draft de 2005. En plus de Warren, les Broncos acquièrent également les linemen défensifs Michael Myers, Ebenezer Ekuban, et Courtney Brown en provenance Browns, conduisant certains[Qui ?] à surnommer la nouvelle ligne défensive les « Browncos ». Warren termine la saison 2005 avec 42 plaquages et trois sacks en 16 matchs. En 2006, Warren joue 15 matchs et enregistre 30 plaquages et 2,5 sacks durant la saison.

#### Raiders d'Oakland
En août 2007, lors de la pré-saison, Warren est échangé par les Broncos aux Raiders d'Oakland, en échange d'un choix conditionnel de cinquième tour lors de la draft de 2008. En 2007, Warren joue 12 matchs, dont 5 comme titulaire, réalisant 22 plaquages, 4 sacks et un fumble forcé. Warren commence tous les matchs de la saison 2008, terminant avec 39 plaquages, 4 sacks et un fumble forcé. Lors de sa dernière saison avec les Raiders, en 2009, Warren commence de nouveau tous les matchs et termine l'année avec 35 plaquages et deux sacks. Il est libéré par les Raiders le 11 mars 2010.

#### Patriots de la Nouvelle-Angleterre
Le 24 avril 2010, lors de la dernière journée de la draft de 2010, Warren signe avec les Patriots de la Nouvelle-Angleterre. Malgré sa signature tardive avec l'équipe, Warren parvient à intégrer l'effectif des Patriots et commence la saison en tant que titulaire comme defensive end, avant de devenir nose tackle lors de la sixième semaine. Après deux matchs à ce poste, Warren retourne au poste de defensive end, mais ne commence pas le match de la semaine 8 contre les Vikings du Minnesota. Il revient comme titulaire pour la semaine 12 contre les Lions de Détroit lors du jour de Thanksgiving pour ensuite jouer quatre des cinq derniers matchs de la saison. Warren termine la saison régulière avec 28 plaquages et 3,5 sacks en 16 matchs (10 titularisations). Il est re-signé par les Patriots le 8 août 2011, après avoir été agent libre pendant la plus grande partie de l'inter-saison. Au cours de la saison 2011, il joue onze matchs, mais aucune comme titulaire, et compile un sack et 15 plaquages. Il redevient agent libre, mais signe de nouveau avec les Patriots le 30 avril 2012 avant d'être libéré le 26 août.

## Statistiques NFL
| Année  | Équipe                             | MJ  | MT  | Plaq. | Plaq. | Plaq. | Sacks | Fumbles | Fumbles   |
| Année  | Équipe                             | MJ  | MT  | Comb  | Total | Ast   | Sacks | Forcés  | Récupérés |
| ------ | ---------------------------------- | --- | --- | ----- | ----- | ----- | ----- | ------- | --------- |
| 2001   | Browns de Cleveland                | 15  | 15  | 61    | 48    | 13    | 5,0   | 0       | 0         |
| 2002   | Browns de Cleveland                | 16  | 16  | 39    | 29    | 10    | 2,0   | 2       | 2         |
| 2003   | Browns de Cleveland                | 16  | 15  | 32    | 24    | 8     | 5,5   | 0       | 2         |
| 2004   | Browns de Cleveland                | 13  | 13  | 18    | 12    | 6     | 4,0   | 2       | 0         |
| 2005   | Broncos de Denver                  | 16  | 16  | 19    | 14    | 5     | 3,0   | 1       | 0         |
| 2006   | Broncos de Denver                  | 15  | 15  | 30    | 22    | 8     | 2,5   | 0       | 0         |
| 2007   | Raiders d'Oakland                  | 12  | 5   | 22    | 20    | 2     | 4,0   | 1       | 0         |
| 2008   | Raiders d'Oakland                  | 16  | 16  | 39    | 31    | 8     | 4,0   | 1       | 0         |
| 2009   | Raiders d'Oakland                  | 16  | 16  | 35    | 25    | 10    | 2,0   | 0       | 0         |
| 2010   | Patriots de la Nouvelle-Angleterre | 16  | 16  | 28    | 17    | 11    | 3,5   | 0       | 0         |
| 2011   | Patriots de la Nouvelle-Angleterre | 12  | 0   | 12    | 8     | 4     | 1,0   | 0       | 1         |
| Totaux | Totaux                             | 163 | 137 | 335   | 250   | 85    | 36,5  | 7       | 5         |